# جوناس هوملس
جوناس هوملس (به آلمانی: Jonas Hummels) و (متولد ۱۹۹۰ اوت ۵) یک فوتبالیست آلمانی است. او به عنوان مدافع مرکزی برای اسپیل ویرینگانگ آنترهچینگ بازی می‌کند. او برادر کوچکتر ماتس هوملس است که در تیم ملی فوتبال آلمان بازی می‌کند. او همچنین پسر هرمان هوملس، فوتبالیست و مربی سابق است.

## حرفه‌ای
جوناس کار خود را در تیم جوانان بایرن مونیخ آغاز کرد. اما به عنوان یک بازیکن ۱۶ ساله به اسپیل ویرینگانگ آنترهچینگ رفت. او سه سال را صرف بازی برای تیم جوانان اسپیل ویرینگانگ آنترهچینگ کرد، قبل از اینکه به تیم اول در سال ۲۰۱۱ برسد. سرمربی این تیم هیکو هرلیش هوماس را کاپیتان تیم خود کرد و او جوانترین کاپیتان در تاریخ باشگاه است. اما او در دقیقه ۱۲ از سومین بازی فصل مصدوم شد، که تیمش در آن بازی ۴-۱ در مقابل کیکرز آفن باخ پیروز شد. اما مصدومیت بیش از یک سال او را نیمکت‌نشین کرد. او در ماه اوت ۲۰۱۲ به ترکیب اصلی تیمش بازگشت و به عنوان یک جایگزین در اواخر بازی به جای دانیل هافستتر وارد زمین شد و شاهد شکست ۳-۰ تیم خود در مقابل ولفسبورگ اوسنابروک بود.